# Setiabudi
Setiabudi è un sottodistretto (in indonesiano: kecamatan) di Giacarta Meridionale, che a sua volta è una suddivisione di Giacarta, la capitale dell'Indonesia.

## Suddivisioni
Il sottodistretto è suddiviso in otto villaggi amministrativi (in indonesiano: kelurahan):
- Setiabudi
- Karet
- Karet Semanggi
- Karet Kuningan
- Kuningan Timur
- Menteng Atas
- Pasar Manggis
- Guntur